# Hangtime – Kein leichtes Spiel
Hangtime – Kein leichtes Spiel ist ein deutscher Spielfilm des Regisseurs Wolfgang Groos. Der Film lief am 15. Oktober 2009 in den deutschen Kinos an und wurde am 29. Juni 2012 im Rahmen der Reihe FilmDebüt im Ersten ausgestrahlt.

## Handlung
Als Topscorer beim Basketball-Zweitligisten Phoenix Hagen hat Vinz das Zeug zum Profi-Basketballer und steht damit vor der gleichen Entscheidung wie sein älterer Bruder Georg vor zehn Jahren: Will er nach dem Abitur ins Profilager wechseln? Für seinen Bruder steht die Entscheidung fest. Ihm blieb die Profikarriere aufgrund der privaten Belastung durch den plötzlichen Tod der Eltern verwehrt. Sein Bruder soll den Weg gehen, den er nicht nehmen konnte.

## Festivals
Vor seinem Kinostart wurde der Film, neben seiner Premiere am 29. Juni 2009 auf dem Filmfest München, auf den Festivals Zurich Film Festival, São Paulo International Film Festival, Hachenburger Filmfest des neuen deutschen Films und der Cologne Conference aufgeführt.

## Preise
Max Kidd erhielt auf dem Filmfest München den Förderpreis Deutscher Film in der Kategorie „Schauspiel männlich“ für seine Rolle in Hangtime – Kein leichtes Spiel.

## Hintergrund
Produziert wurde der Film von Tom Spieß und Sönke Wortmann für deren Firma Little Shark Entertainment. Hangtime ist die vierte Zusammenarbeit der Firma mit dem Drehbuchautor Christian Zübert, nach Lammbock – Alles in Handarbeit, Der Schatz der weißen Falken und Hardcover. Als Koproduzenten beteiligten sich der Westdeutsche Rundfunk und Arte an dem Film, der von dem Dortmunder 3L Filmverleih in die deutschen Kinos gebracht wird. Die Filmstiftung NRW förderte die Produktion des Films mit 830.748 Euro. Vinz’ Club Phoenix Hagen ist ein realer Basketballverein, dessen Spieler auch in dem Film mitwirkten.

## Drehorte
Als Drehort diente vor allem die Stadt Hagen. Daneben wurden auch einige Szenen in Frankfurt am Main gedreht. Die Basketballszenen entstanden in der Ischelandhalle in Hagen, welche auch wirklich die Heimspielhalle von Phoenix Hagen ist. Ebenso wurde in der Ballsporthalle Frankfurt und dem Energy Dome in Köln gedreht.